# Švecov M-11
Švecov M-11 byl letecký motor, zavedený do výroby roku 1924. Tento motor poháněl populární cvičný dvouplošník Polikarpov U-2 (později Po-2).
Byl to vzduchem chlazený čtyřdobý hvězdicový pětiválec. Mazání se suchou klikovou skříní, rozvod OHV, dvouventilový (ve válci je po jednom sacím a výfukovém ventilu).
Základní technické údaje motoru Švecov M-11
- Typ: čtyřdobý zážehový vzduchem chlazený pětiválcový hvězdicový motor
- Vrtání válce: 125 mm
- Zdvih pístu: 140 mm
- Objem válců: 8590 cm³
- Hmotnost suchého motoru: 165 kg

- Výkony
  - M-11 — 100 k (73,5 kW) při 1600 ot/min.
  - M-11D, M-11K — 115 k (84,6 kW)
  - M-11F — 145 k (107 kW) při 1740 ot/min.